# پلسوفسکایا
پلسوفسکایا (به لاتین: Plesovskaya) یک منطقهٔ مسکونی در روسیه است که در استان آرخانگلسک واقع شده‌است.